# Henschel Hs 123
Le Henschel Hs 123 est un avion militaire de l'entre-deux-guerres allemand, qui demeura en service durant la Seconde Guerre mondiale. Ce fut le dernier sesquiplan de combat de la Luftwaffe.

## Conception
Le Hs 123 répondait à une demande de la toute jeune Luftwaffe pour un avion de chasse apte au bombardement en piqué.
Il fit son premier vol le 1er avril 1935. Sa présentation publique eut lieu le 8 mai 1935. Les Hs 123 A-1 entrèrent en service à l'automne 1936, et furent principalement intégrés dans une unité de formation pour les futurs pilotes, la Lehrgeschwader 2, cependant susceptible d'être utilisée immédiatement en opération de guerre.

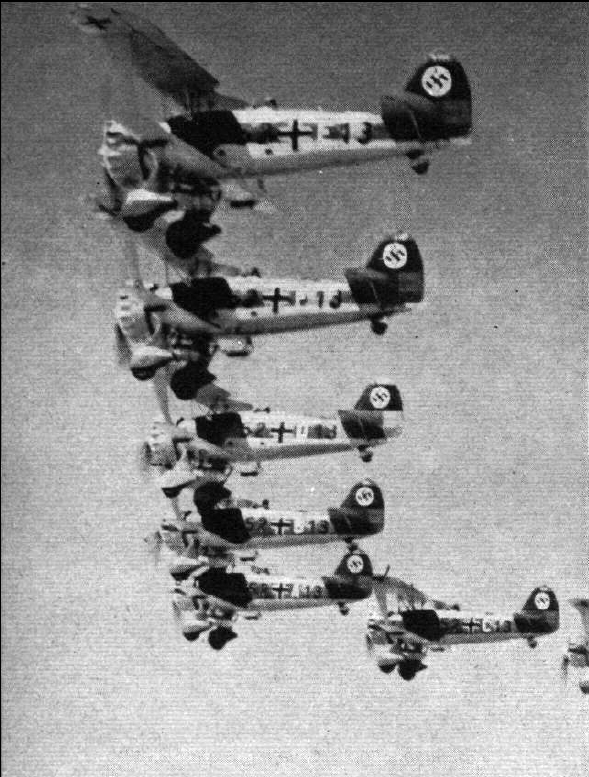
Un escadron de Henschel Hs 123A de la Luftwaffe en vol avant la seconde guerre mondiale.

Cet avion était un sesquiplan, presque entièrement métallique. Les appareils de série furent équipés d'un moteur BMW 132 Dc de 880 ch entraînant une hélice bipale, permettant d'atteindre une vitesse maximale de 340 km/h à basse altitude, et une vitesse ascensionnelle de 900 mètres par minute. L'autonomie était faible, d'environ 400 km.
L'appareil était armé de deux mitrailleuses fixes de 7,92 mm, placées au-dessus du moteur et tirant entre les pales de l'hélice.
Il pouvait transporter quatre bombes SC50 de 50 kg chacune sous les ailes, et une SC 250 de 250 kg sous le fuselage, qui pouvait être remplacée par un réservoir auxiliaire de 130 litres de carburant.
Le Hs 126 était considéré comme un avion de transition avant l'apparition de matériels plus performants, Messerschmitt Bf 109 et Junkers Ju 87. Aussi, dès que ceux-ci furent disponibles, la fabrication des Hs 123 cessa, au mois d'octobre 1938.

## Engagements
La Légion Condor utilisa cinq Hs 123 en Espagne, où ils firent bonne impression : ils furent achetés par les forces nationalistes espagnoles, qui en commandèrent onze autres. Le gouvernement nationaliste chinois, observateur, en commanda douze.
Leur production cessant cependant en 1938,
considérés obsolètes au début de la Seconde Guerre mondiale, les Hs 123 furent dispersés dans les unités d'instruction, un seul groupe de combat les utilisant toujours, le II (Schlacht)/LG 2, qui en employa un peu moins de quarante dans des missions d'appui rapproché en Pologne, puis en Belgique et en France.
En 1941, ils furent utilisés dans les Balkans, et encore en première ligne lors de l'opération Barbarossa, d'abord sur le front septentrional, avant d'être versés dans une nouvelle formation, le Schlachtgeschwader 1.
Cet avion effectuait des attaques d'une remarquable précision, et était très apprécié pour sa robustesse, capable de rentrer à sa base malgré de sévères dommages. Il se révéla très adapté au Front de l'Est, bien que son cockpit ouvert fasse souffrir les pilotes en hiver. Son moteur, lancé en surrégime, faisait un bruit qui ressemblait à un barrage d'artillerie, démoralisant les troupes attaquées. C'est ainsi qu'une unité de T-34 s'enlisa dans un marais en tentant de fuir une attaque orchestrée par des Hs 123 à court de munitions !
Rustique, capable d'endurer des conditions très sévères, pouvant être déployé n'importe où ou presque, le Hs 123 participa ensuite à plusieurs grandes batailles dans le Sud de la Russie et en Ukraine (Kharkov, Opération Fall Blau, Koursk,...).
Il fut également très utilisé dans des opérations de harcèlement nocturne en arrière de la ligne de front.
Début 1943, les besoins sur le Front de l'Est étaient tels, et cet avion avait une telle réputation, que plusieurs officiers de haut rang, dont le maréchal Wolfram von Richthofen, demandèrent officiellement la réactivation de ses chaînes de montages, ce qui ne put être fait. Le front récupéra tous les exemplaires dispersés dans les écoles de pilotage, et l'usure progressive du parc de Hs 123 fit qu'il disparut totalement des effectifs à la mi-1944.
Le dernier appareil espagnol fut retiré du service en 1952, et il n'existe aujourd'hui aucun exemplaire du mythique Henschel Hs 123.

## Opérateurs
République de Chine
Force aérienne de la République de Chine - 12 avions utilisés comme bombardier en piqué.
  Reich allemand
Luftwaffe
  État espagnol
Ejército del Aire - anciens appareils de la Legion Condor et 11 appareils additionnels commandés en Allemagne. Sur le front de l'est, des volontaires de l'Escuadrilla Azul (15 Spanische Staffel/VIII Fliegerkorps) de la JG-27 basé à Vitebsk pilotaient des Hs-123 aux côtés de la II.(Schl.)/LG 2.

## Voir aussi

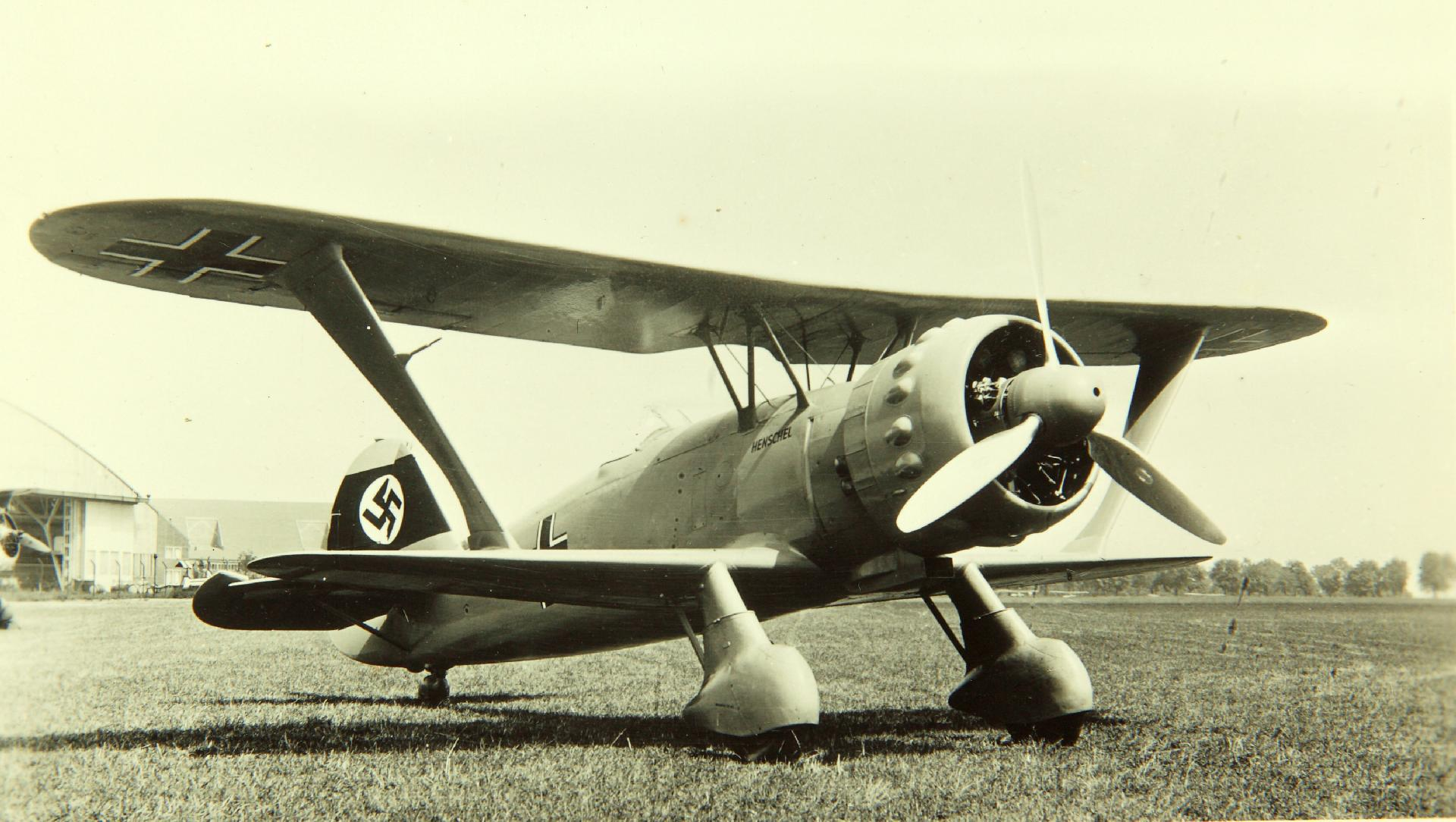
Prototype V5